# 紅鋁
紅鋁（二氢双（2-甲氧基乙氧基）铝酸钠，商品名稱為Red-Al）是一種化學式為NaAlH2(OC2H4OCH3)2的有機化合物，是無色的固體，此化合物大部份都是製備成甲苯溶液，作為有機合成的試劑。此化合物的酸根中心為一個鋁原子，以四面體的構形連結二個氫原子和二個和由乙二醇單甲醚衍生的醇基。
紅鋁是一種強力的氫化物還原劑，可以將羧酸酸酐及內酯還原成二元醇，也可將酰胺、腈或是亚胺及大部份含氮的有機化合物還原成對應的胺。
Red-Al是Sigma-Aldrich公司的註冊商標。

## 紅鋁的中文譯名
紅鋁的英文商品名稱為Red-Al，Red應該是還原的簡稱，不過翻譯時誤將 Red 翻為紅，因此中文譯名誤譯為「紅鋁」，若依其原來英文商品名稱的意義來看，應譯為「還原鋁」。

## 和氫化鋁鋰的比較
紅鋁和氫化鋁鋰都是含鋁的還原劑，不過氫化鋁鋰在芳香族溶剂中的溶解度不高，而紅鋁可溶於芳香族溶剂中。紅鋁溶液是含有70%紅鋁的甲苯溶液，是已經商品化的化學品。紅鋁溶液在濕氣及空氣中較氫化鋁鋰要穩定，其熱穩定性也較高，可允許受熱到200°C。紅鋁的衍生物可用在部份還原反應（partial reduction）中。

## 外部連結
- Aldrich